# Rödinghausen
Rödinghausen és un municipi del districte de Herford, a l'estat de Rin del Nord-Westfàlia, a Alemanya.

## Geografia
Rödinghausen es troba al peu de les muntanyes de Wiehengebirge, aprox. 20 km al nord-oest de Herford i 25 km al nord de Bielefeld.

### Municipis veïns
- Bünde
- Melle
- Preußisch Oldendorf
- Hüllhorst

### Divisions
| Llogarret      | Habitants | Superfície | Llogarrets de Rödinghausen |
| -------------- | --------- | ---------- | -------------------------- |
| Rödinghausen   | 1.644     | 4,554 km²  | Llogarrets de Rödinghausen |
| Bruchmühlen    | 3.378     | 6,798 km²  | Llogarrets de Rödinghausen |
| Bieren         | 1.299     | 9,544 km²  | Llogarrets de Rödinghausen |
| Ostkilver      | 1.876     | 7,926 km²  | Llogarrets de Rödinghausen |
| Schwenningdorf | 2.356     | 7,449 km²  | Llogarrets de Rödinghausen |